# Consiliul Superior al Magistraturii (Republica Moldova)
Consiliul Superior al Magistraturii (CSM) este instituția cu rol de garant al independenței justiției din Republica Moldova, care propune Președintelui Republicii Moldova numirea în funcție a judecătorilor și procurorilor și veghează la buna desfășurare a activității profesionale a acestora.
Consiliul Superior al Magistraturii funcționează potrivit Constituției Republicii Moldova din 29 iulie 1994, Legii Consiliului Superior al Magistraturii nr. 947-XIII din 19 iulie 1996, Legii cu privire la statutul judecătorului nr. 544-XIII din 20 iulie 1995, Legii cu privire la colegiul de calificare și atestare a judecătorilor nr. 949-XIII din 19 iulie 1996, Legii cu privire la colegiul disciplinar și răspunderea disciplinară a judecătorilor nr. 950-XIII din 19 iulie 1996, alte legi aferente. (Citește mai mult la rubrica "Legislație").
Președintele actual al Consiliului Superior al Magistraturii este Victor Micu (din 17 iunie 2014).
Echivalentul românesc al acestei instituții se cheamă tot CSM. 

## Componența
- Sergiu Caraman – președinte interimar

- Nina Cernat
- Tatiana Ciaglic
- Alexandru Postica
- Ion Guzun

## Istoric președinți
|   | Nume                 | Început-Sfârșit |
| - | -------------------- | --------------- |
| 1 | Vasile Sturza        | 1995–1998       |
| 2 | Victor Pușcaș        | 1998–2001       |
| 3 | Valeria Șterbeț      | 2001–2006       |
| 4 | Nicolae Clima        | 2006–2009       |
| 5 | Dumitru Vesternicean | 2010–2011       |
| 6 | Nicolae Timofti      | 2011–2012       |
| 7 | Nichifor Corochii    | 2012–2013       |
| 8 | Victor Micu          | 2014–2019       |